# マダム・マロリーと魔法のスパイス
『マダム・マロリーと魔法のスパイス』（マダムマロリーとまほうのスパイス、The Hundred-Foot Journey）は、2014年のアメリカ合衆国のコメディドラマ映画。リチャード・C・モライスによる同名小説を原作としている。監督はラッセ・ハルストレム、脚本はスティーヴン・ナイト、主演はヘレン・ミレンが務めた。作中に登場する料理についてはシェフのフロイド・カルドスがコンサルタントをつとめた。

## ストーリー
南フランスの山間の地に建つ、老舗フレンチレストラン「ル・ソール・プリョルール」。ミシュラン一つ星を誇るこのレストランを夫の死後一人で切り盛りしているのは、女主人のマダム・マロリーだった。
ある日、故郷インドを追われ、ヨーロッパの地へとやって来たカダム一家が、車の故障によりマダムの町で足止めを食っていた。ふとしたきっかけでマダムのレストランの向かい側にある空き家を見つけた一家のパパは、この地でインドレストランを開くことを思いつく。実は一家の次男のハッサンは、亡き母親からスパイスを受け継いだ料理の天才であり、満を持してオープンした「メゾン・ムンバイ」はたちまち人気店となっていった。
だが、カダム一家の店から流れてくる賑やかなインド音楽と強烈なスパイスの匂いは、静かな雰囲気を守るマダムの店にとっては迷惑極まりないものであり、ついにマダムはカダム一家のパパと激しく言い争い、いつしか二人は険悪な関係になってしまうのだった。一方その頃、ハッサンはマダムの店のスーシェフ（副料理長）であるマルグリットと互いに惹かれあっていた。そしてマルグリットの勧めで、ハッサンはマダムに自身が作った料理の味を見てもらうことを決意する。
しばらくして、ついにマダムはハッサンが作った料理を口にする。その瞬間、マダムはハッサンが本物の料理の天才であると確信し、自らの店のレシピを彼に伝授することにする。いつしか、国籍も文化も歴史も異なる二つの店は、その垣根を越えて一つになろうとしていた。

## キャスト
※括弧内は日本語吹替
- マダム・マロリー - ヘレン・ミレン（一柳みる）
- パパ - オム・プリ（菅生隆之）
- ハッサン - マニシュ・ダヤル（英語版）（新垣樽助）
- マルグリット - シャルロット・ルボン（渋谷はるか）
- 町長 - ミシェル・ブラン（鈴木清信）

## 受賞
| 年   | 映画賞               | 賞                                      | 結果       |
| ---- | -------------------- | --------------------------------------- | ---------- |
| 2015 | ゴールデングローブ賞 | 主演女優賞 (ミュージカル・コメディ部門) | ノミネート |